# Kuthar
Lo Stato di Kuthar fu uno stato principesco del subcontinente indiano.

## Storia
Lo stato di Kuthar venne fondato nel XVII secolo, derivato dal territorio dell'Impero sikh. Tra il 1803 ed il 1815 venne occupato dalle forze del Nepal, periodo dopo il quale lo stato divenne un protettorato britannico. Rimase incluso nel British Raj sino alla dissoluzione dello stesso e la proclamazione dell'indipendenza indiana, quando lo stato cessò di essere un'entità a sé stante.

### Regnanti

#### Rana
I regnanti di Kuthar avevano il titolo di Rana.
- 1803 - Gopal Singh
- 1815 - 1858 Bhup Singh
- 1858 - 1896 Jai Chand
- 1896 - 1930 Jagjit Chand
- 1930 - 15 agosto 1947 Krishna Chand                      (n. 1905 - m.?)

## Galleria d'immagini

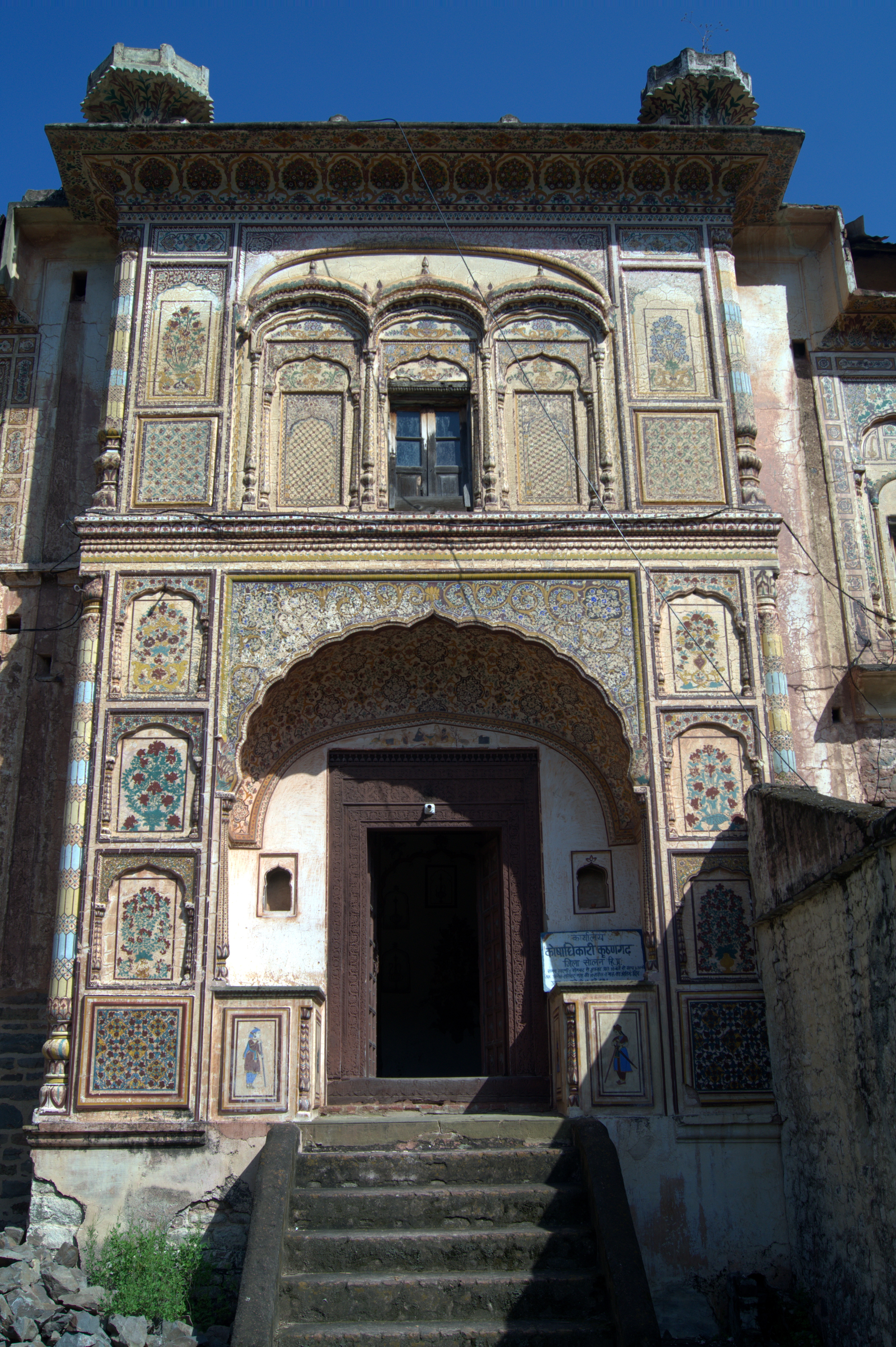
Fronte del palazzo di Kuthar
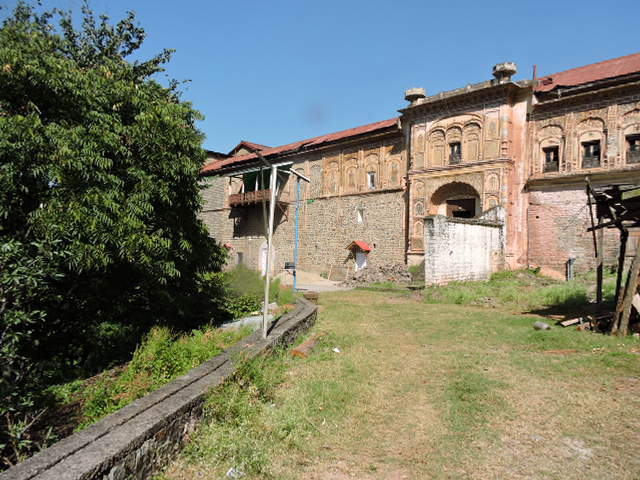
Veduta del palazzo
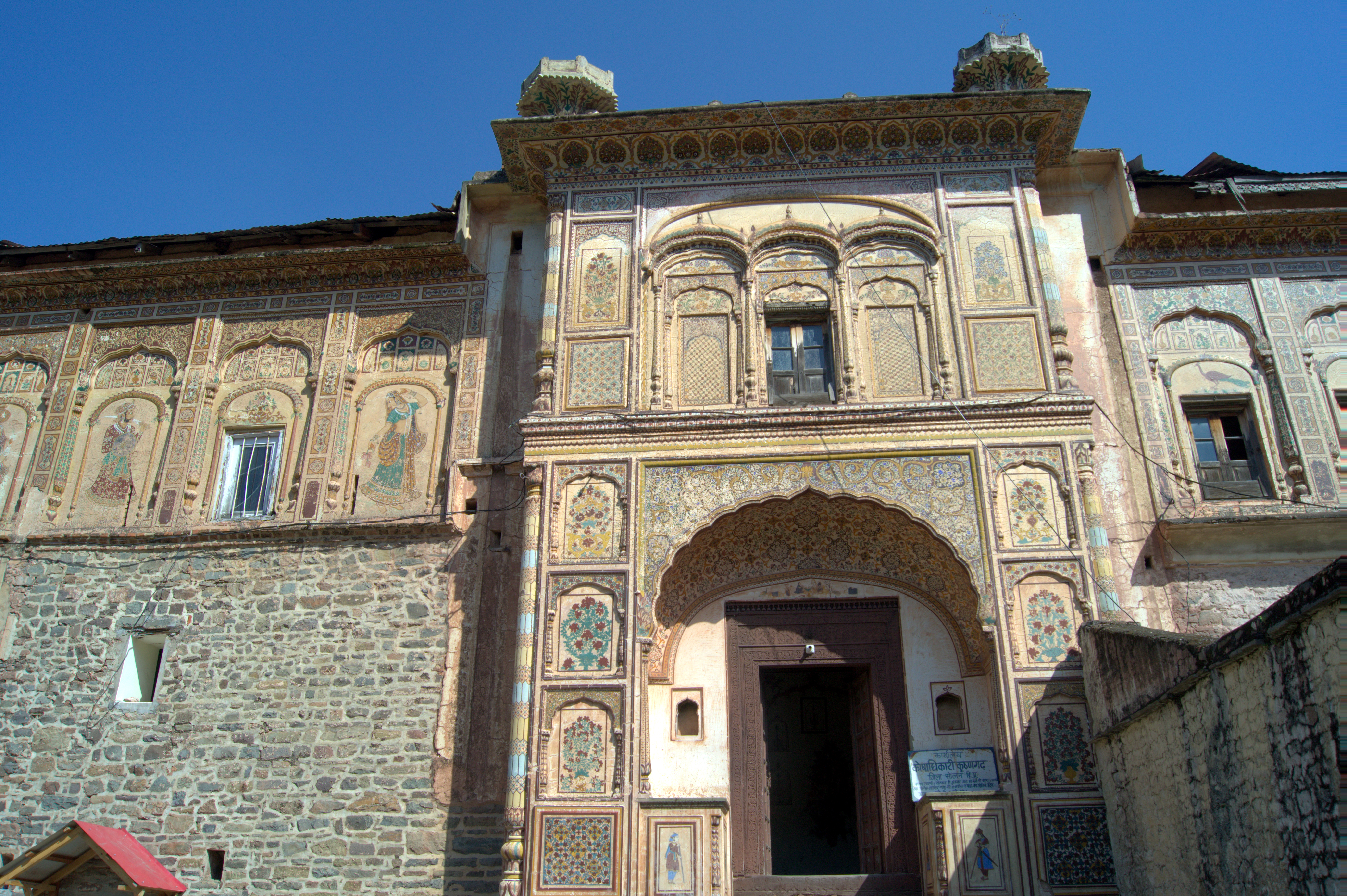
Veduta del palazzo
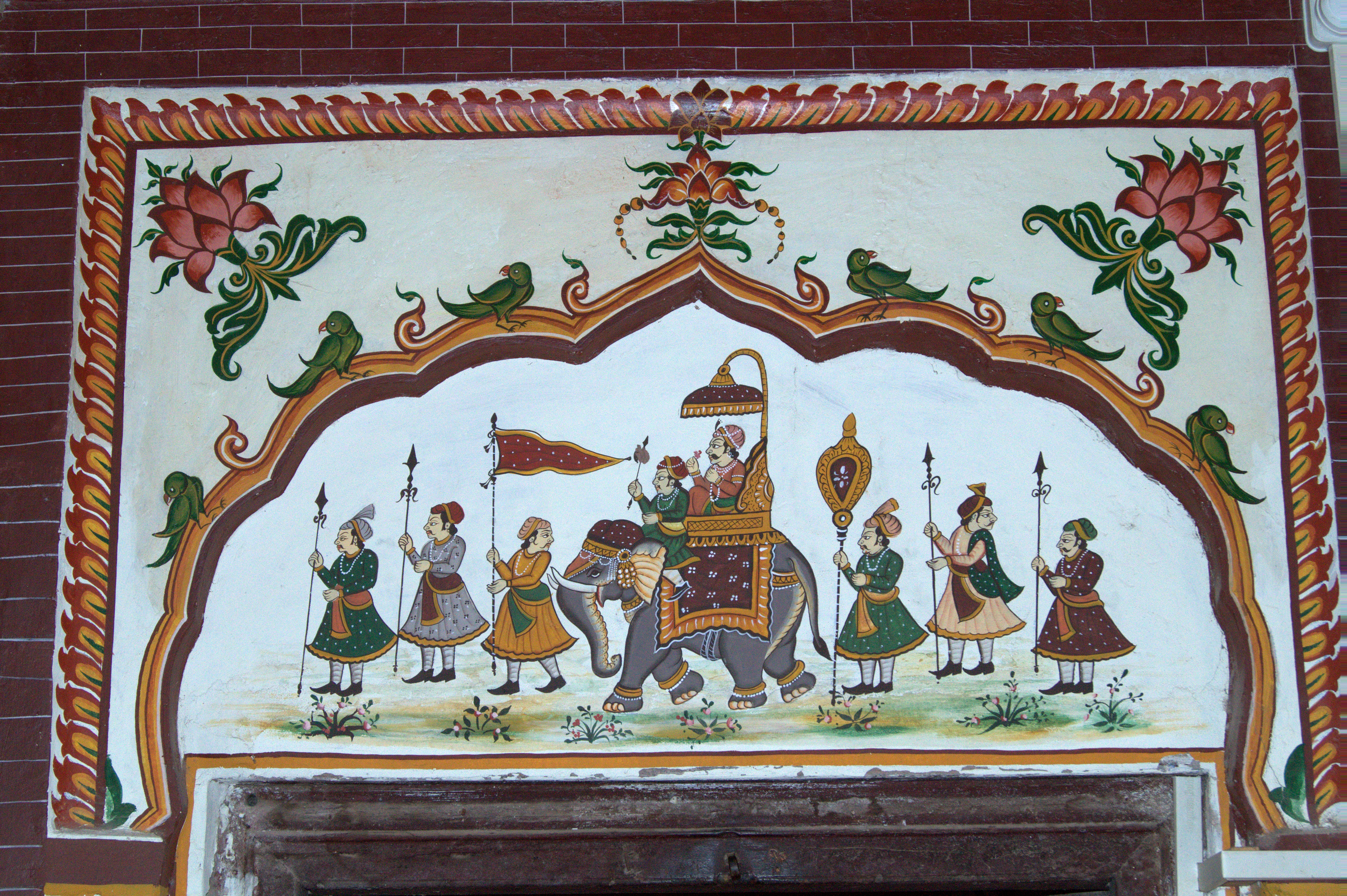
Pitture murarie al palazzo di Kuthar
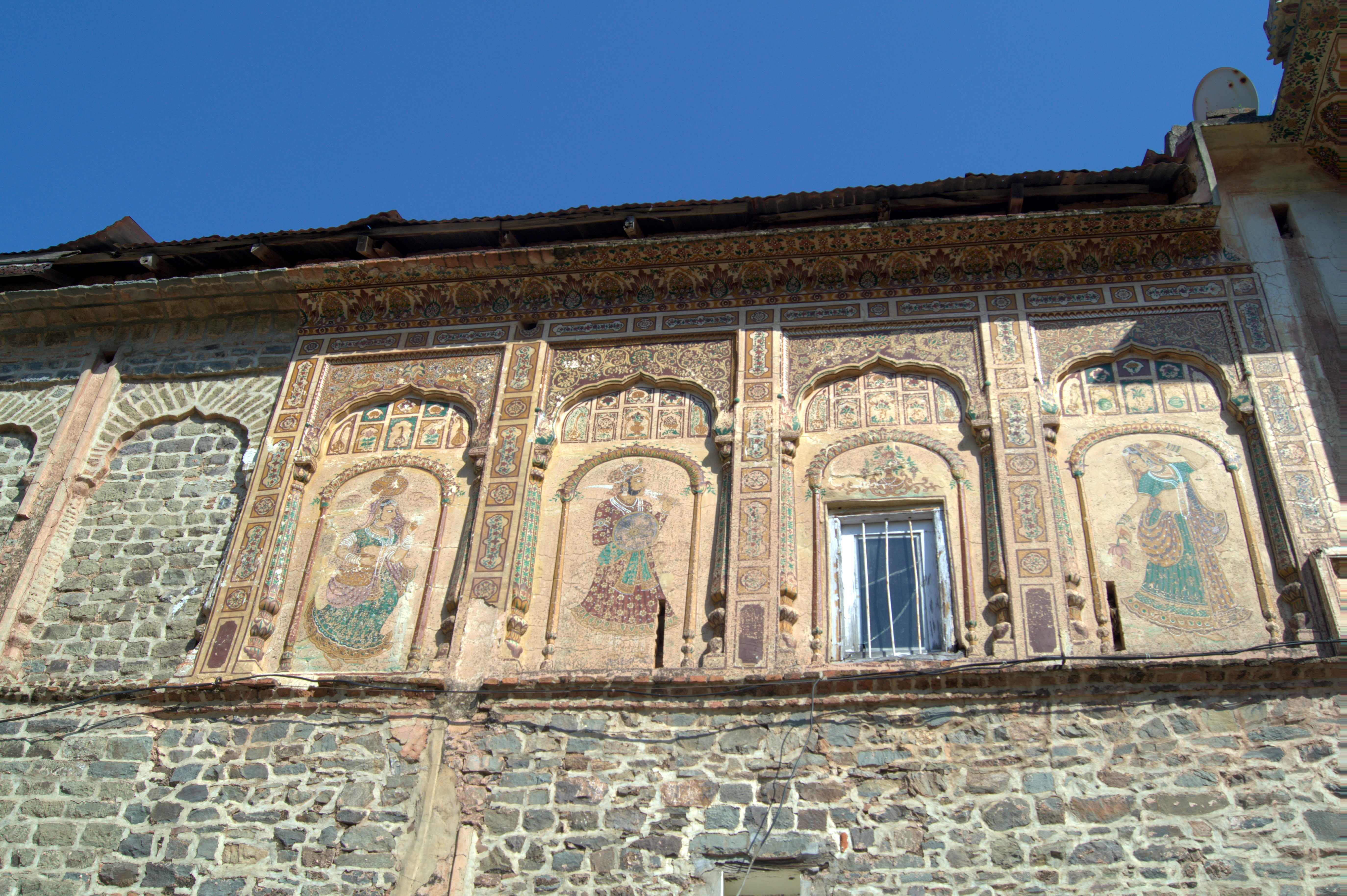
Architettura e stucchi al palazzo di Kuthar
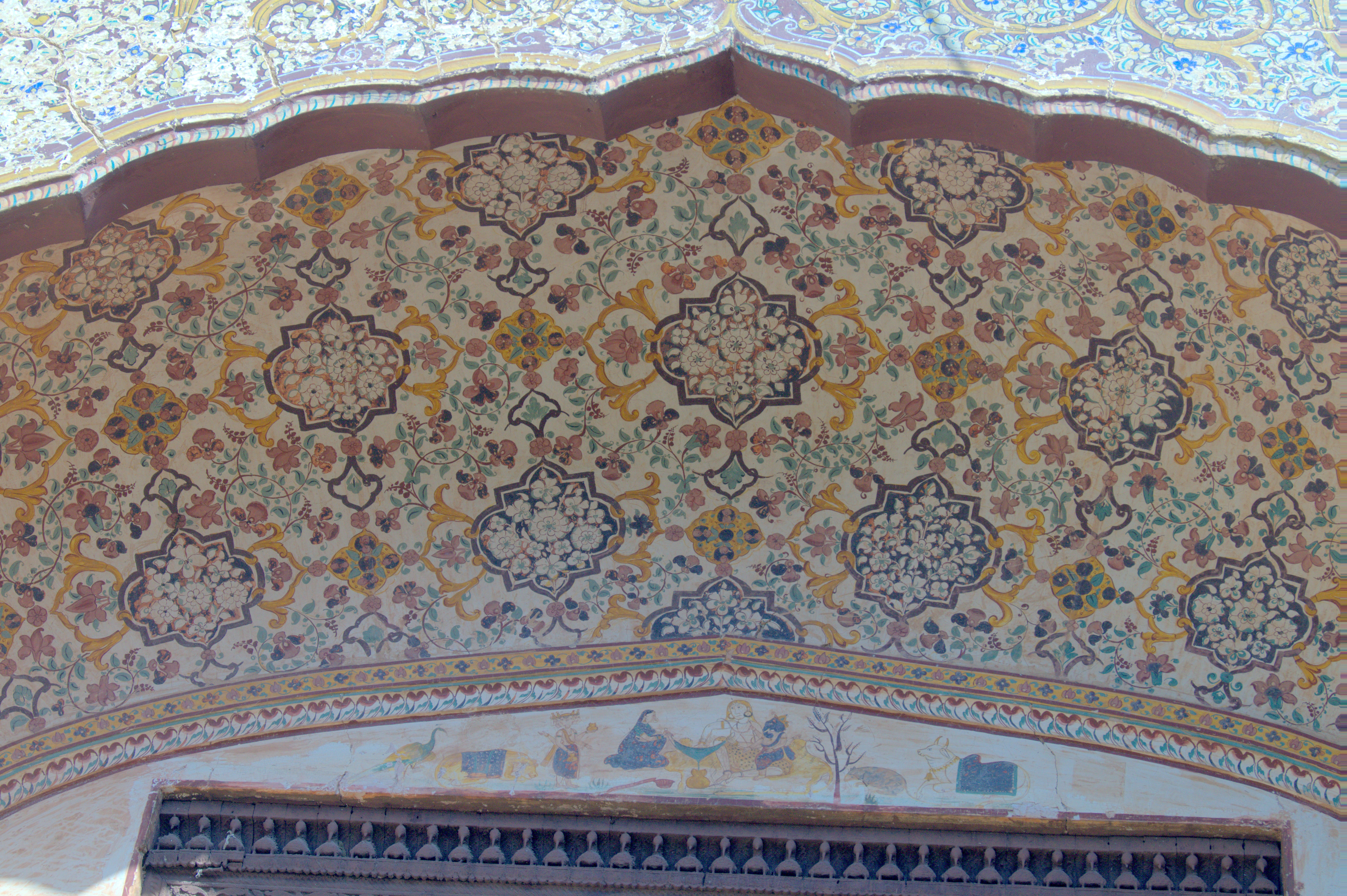
Sculture e stucchi all'entrata del palazzo di Kuthar
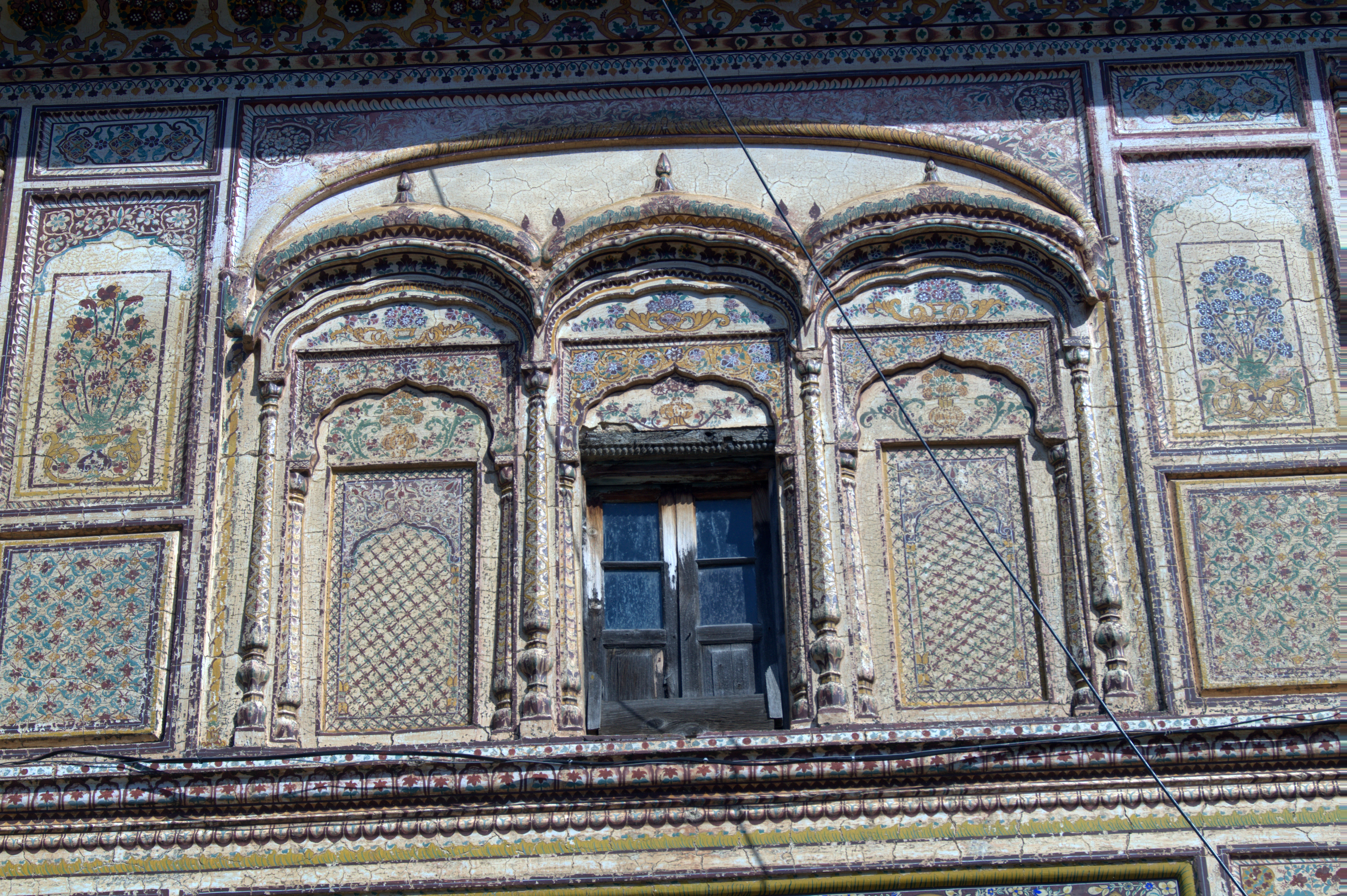
Particolare di una finestra del palazzo
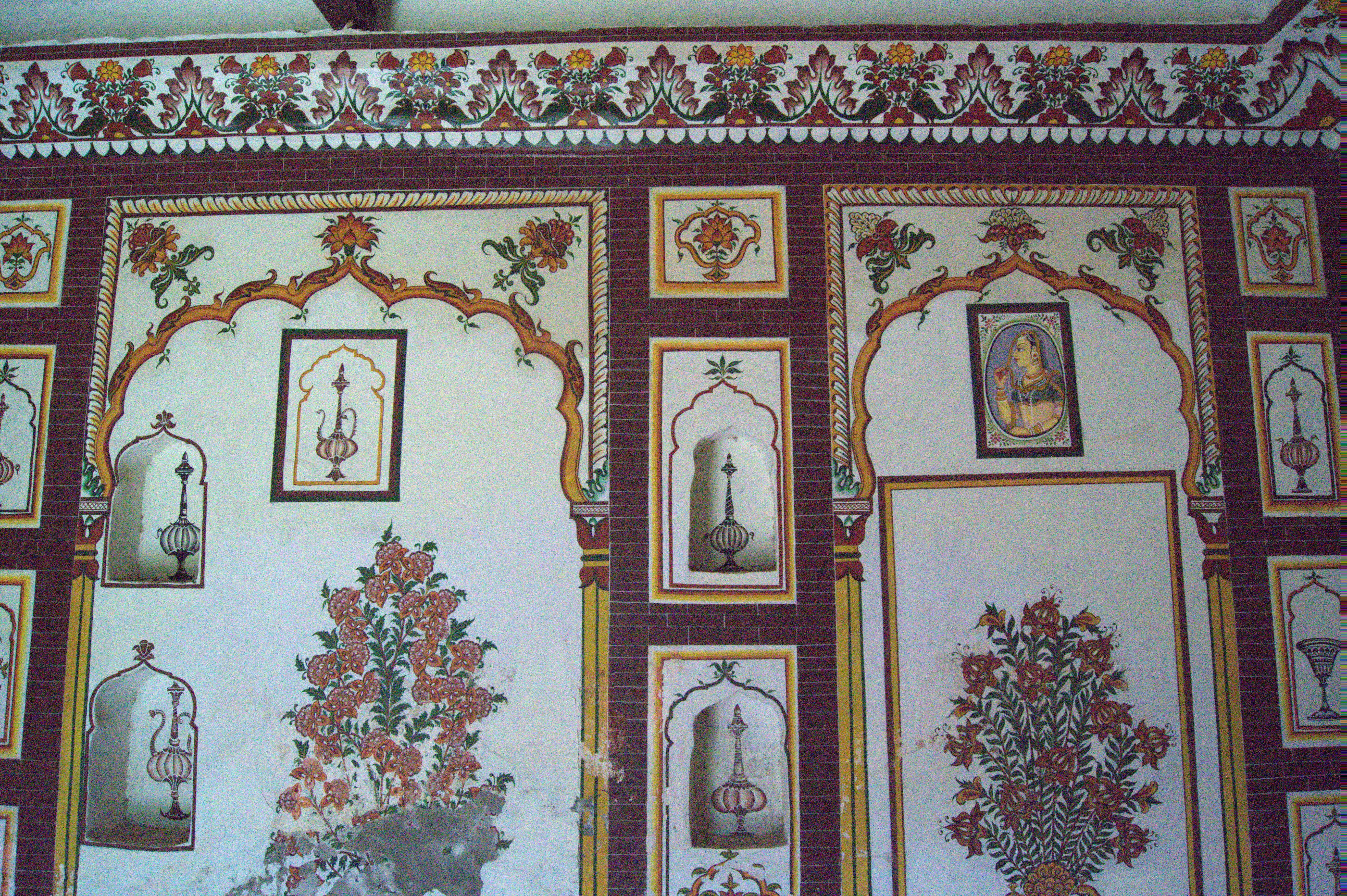
Affreschi interni alle sale del palazzo di Kuthar
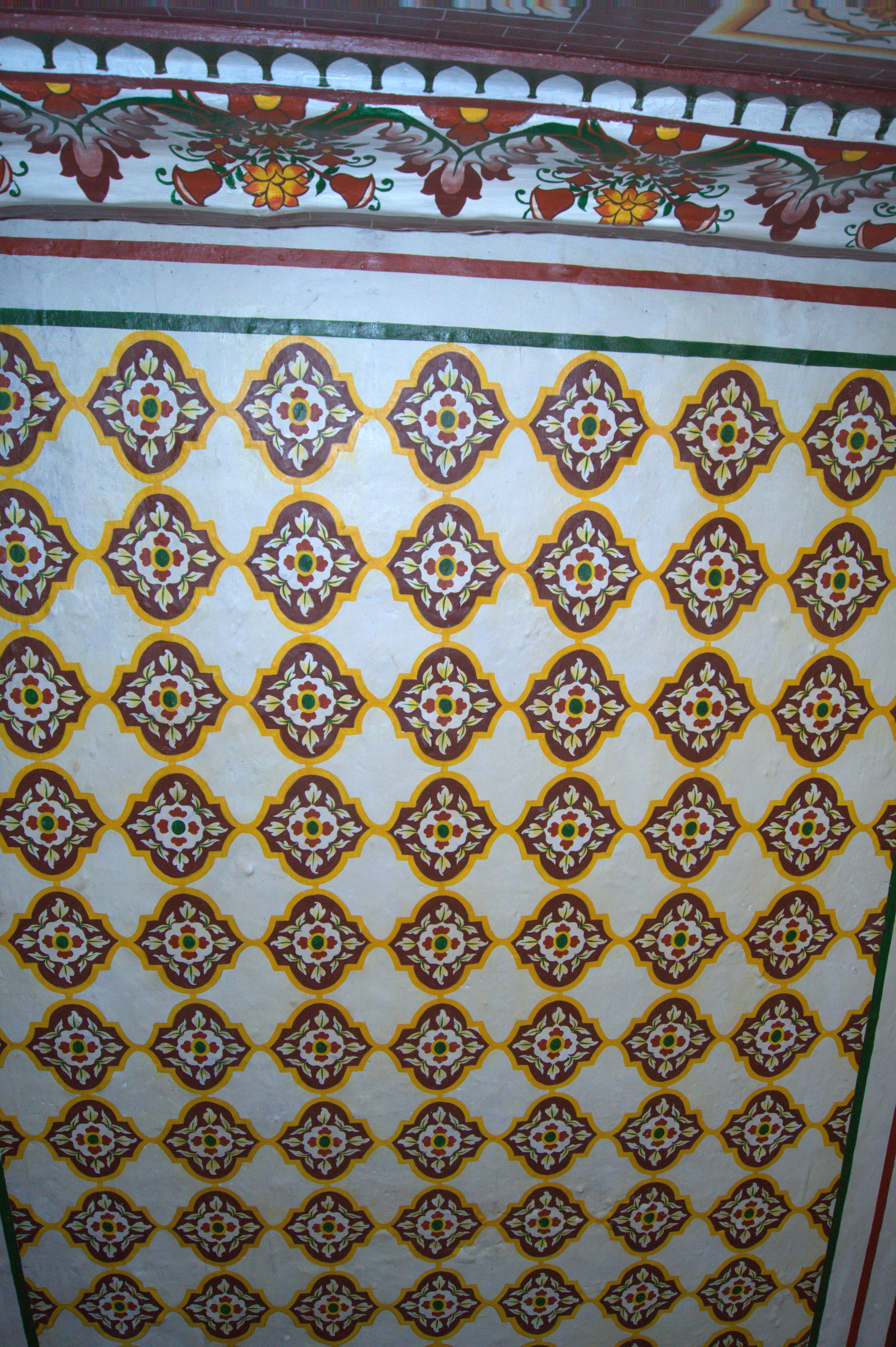
Uno dei soffitti delle sale del palazzo